# Syntrichia fragilis
Syntrichia fragilis är en bladmossart som beskrevs av Ryszard Ochyra 1992. Syntrichia fragilis ingår i släktet skruvmossor, och familjen Pottiaceae. Inga underarter finns listade i Catalogue of Life.